# Dimităr Telkijski
Dimităr Nikolaev Telkijski (in bulgaro Димитър Николаев Телкийски?; Filippopoli, 5 maggio 1977) è un ex calciatore bulgaro, di ruolo centrocampista.

## Carriera

### Club
Durante la sua carriera ha giocato con varie squadre di club, ma principalmente con il Levski Sofia, in cui ha militato dal 1999 al 2008 e dal 2009 al 2010.

### Nazionale
Conta numerose presenze con la Nazionale bulgara.

## Palmarès

### Club

#### Competizioni nazionali
- Campionato bulgaro: 5

Levski Sofia: 1999-2000, 2000-2001, 2001-2002, 2005-2006, 2006-2007
- Coppa di Bulgaria: 5

Levski Sofia: 1999-2000, 2001-2002, 2002-2003, 2004-2005, 2006-2007
- Supercoppa di Bulgaria: 2

Levski Sofia: 2005, 2007